# Местный (фильм)
«Местный» (англ. The Homesman) — американский фильм-драма 2014 года режиссёра Томми Ли Джонса. Сценарий фильма создан на основе одноимённого романа The Homesman (1988) американского писателя Глендона Свортаута. В главных ролях — Томми Ли Джонс и Хилари Суонк. В фильме также снимались Хейли Стейнфилд, Уильям Фихтнер, Мерил Стрип и другие.
Фильм «Местный» участвовал в основной конкурсной программе Каннского кинофестиваля 2014 года.

## Сюжет
Действие фильма происходит в 1855 году в США. Ведущей в одиночку своё фермерское хозяйство Мэри Би Кадди (Хилари Суонк) местная церковь поручила перевезти из Небраски в Айову трёх душевнобольных женщин (их роли исполняют Миранда Отто, Соня Рихтер и Грейс Гаммер). У каждой из этих женщин есть своя горькая история, приведшая к психическому расстройству.
Перед отъездом Мэри Би Кадди встречает и спасает от неминуемой смерти пожилого ковбоя-скваттера Джорджа Бриггса (Томми Ли Джонс), которого местные линчеватели оставили сидящим на лошади со связанными руками и с петлей на шее, под суком дерева, к которому была привязана верёвка. В обмен на спасение он соглашается помочь выполнить её задание — таким образом, у неё появляется попутчик и защитник в предстоящем путешествии.
Как и ожидалось, это путешествие полно трудностей и опасностей — портится погода, идёт снег, на пути им встречается отряд индейцев, затем вооружённый бандит, и, наконец, происходит непоправимая трагедия. Конечной целью путешествия является церковь в Айове, где жена местного священника (роль которой исполняет Мерил Стрип) согласилась взять на себя заботу о перевозимых душевнобольных женщинах.

## В ролях

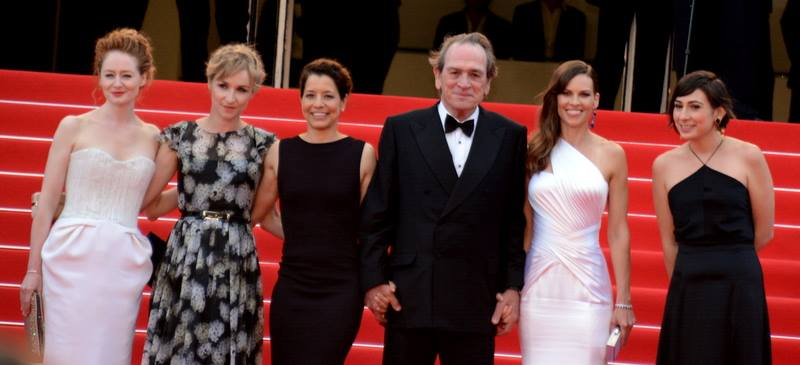
Томми Ли Джонс и актрисы, снимавшиеся в фильме, на Каннском фестивале 2014 года

| Актёр              | Роль                                            |
| ------------------ | ----------------------------------------------- |
| Томми Ли Джонс     | Джордж Бриггс                                   |
| Хилари Суонк       | Мэри Би Кадди                                   |
| Миранда Отто       | Теолайн Белкнап — одна из душевнобольных женщин |
| Соня Рихтер        | Гро Свендсен — одна из душевнобольных женщин    |
| Грейс Гаммер       | Арабелла Сорс — одна из душевнобольных женщин   |
| Хейли Стейнфилд    | Табита Хатчинсон                                |
| Мерил Стрип        | Алта Картер — жена священника в Айове           |
| Джеймс Спейдер     | Алоизиус Даффи — хозяин гостиницы               |
| Джон Литгоу        | Альфред Дауд — священник в Небраске             |
| Тим Блейк Нельсон  | перевозчик грузов                               |
| Барри Корбин       | Бастер Шейвер                                   |
| Ивен Джонс         | Боб Гиффен — фермер в Небраске                  |
| Каролин Лагерфельт | Нетти — мать Гро                                |
| Уильям Фихтнер     | Вестер Белкнап — муж Теолайн                    |
| Джесси Племонс     | Гарн Сорс — муж Арабеллы                        |
| Давид Денсик       | Тор Свендсен — муж Гро                          |

## Прокат
Мировая премьера фильма «Местный» состоялась на Каннском кинофестивале 18 мая 2014 года.
Фильм был выпущен в ограниченный прокат в США 14 ноября 2014 года.

## Критика
В целом оценки критиков оказались положительными. На сайте Rotten Tomatoes 81 % критиков из 125 дал киноленте положительную оценку. На Metacritic фильм имеет рейтинг 68 % на основании 42 рецензий.